# کلور (سرعین)
کلور یک روستا در ایران است که در سبلان واقع شده‌است. کلور 112 نفر جمعیت دارد.
این روستا در فاصله پانزده دقیقه ای اردبیل و در  همسایگی شهر ایردموسی قرار گرفته است و جزء شهرستان سرعین میباشد.
این روستا از روستاهای محروم اردبیل اما هدف گردشگری و از لحاظ طبیعت بسیار دیدنی میباشد.
بر اساس حدسیات قدمت روستا به فتح اردبیل توسط مسلمانان برمیگردد و سپس در دوره حمله مغول بر اساس گفته های شفاهی پناهگاهی برای لشکریان فراری و شکست خورده بوده که ازین طریق به نواحی کوهپایه سبلان گریخته اند.
اما به علت زلزله کم آبی و محرومیت و احداث جاده جدید اردبیل_سرعین و دوری از دیدگان رفته رفته جمعیتش را از دست داد.
و اکثر ساکنین سابق روستا به ناچار مجبور به مهاجرت شدند.